# Максимилиан I (курфюрст Баварии)
Максимилиа́н I (нем. Maximilian I. Kurfürst von Bayern; 17 апреля 1573, Мюнхен — 27 сентября 1651[…], Ингольштадт, Баварский округ) — герцог Баварии с 1597 года, курфюрст Пфальца в 1623—1648 годах, курфюрст Баварии с 1648 года.

## Биография
Сын герцога Вильгельма V. Воспитанный иезуитами, он проникся глубокой ненавистью к протестантству. В 1597 году отец передал ему правление, и Максимилиан I постарался водворить порядок в довольно расшатанных делах. Предприняты были реформы в управлении, суде и войске; особенное внимание обращено на финансы; значительно усилена власть князя в ущерб земским чинам.
В 1607 году Максимилиан I присоединил к своим владениям город Донауверт и тотчас же ввёл там католицизм. Когда это побудило колебавшихся дотоле протестантов сплотиться в унию (1608 год), Максимилиан I образовал против них Католическую лигу (1609 год) и стал в её главе.
Несмотря на враждебное отношение к Габсбургам, он заключил Мюнхенский договор, принял в 1619 году сторону Фердинанда II и выставил под залог Верхней Австрии войско под предводительством Тилли; последний разбил наголову Фридриха V Пфальцского и чехов при Белой Горе под Прагой (1620) и завоевал Пфальц. В награду за это Максимилиан I получил в 1623 году от императора Верхний Пфальц и достоинство пфальцского курфюрста.
Когда при дальнейшем ходе войны император старался подчинить себе и своему полководцу Валленштейну все имперские войска, Максимилиан I постарался разрушить эти планы и способствовал падению Валленштейна на собрании курфюрстов в 1630 году. Когда в 1632 году Густав Адольф захватил Мюнхен, Максимилиан I был вынужден на время покинуть Баварию.
В 1637—1638 годах он сражался на Верхнем Рейне с шведами и французами, от которых страна его немало страдала. Желая избавить Баварию от бедствий войны, он заключил в 1647 году с французами и шведами сепаратное Ульмское перемирие. По Вестфальскому миру 1648 года он получил верхний Пфальц, графство Кам и утверждение в курфюршеском достоинстве.
В 1616 г. издал сборник законов «Codex Maximilianeus», впервые установивший правовое единство для Верхней и Нижней Баварии. Замечательна «Anleitung zur Regierungskunst», составленная Максимилианом I для своего сына и наследника Фердинанда-Марии и изданная Аретином (Бамб., 1822) по-латыни и по-немецки.